# Санта Луча - Кијеза (Авелино)
Санта Луча - Кијеза је насеље у Италији у округу Авелино, региону Кампанија.
Према процени из 2011. у насељу је живело 26 становника. Насеље се налази на надморској висини од 565 м.